# Одран, Бенуа (Старший)
Бенуа Одра́н (Старший) (фр. Benoît Audran dit le Vieux; 22 ноября 1661[…], Лион — 2 октября 1721[…], Узуэ-сюр-Луар) — французский рисовальщик и гравёр эпохи «большого стиля» короля Людовика XIV. Член большой семьи потомственных французских гравёров, происходивших из Лиона, но работавших в Париже: внук Клода Одрана Первого (1597—1677), внучатый племянник Шарля Одрана (1594—1674), сын Жермена Одрана (1631—1710), племянник Жерара Одрана (1640—1703), брат Жана Одрана (1667—1756).

## Биография
Бенуа Одран Старший родился в 1661 году. Назван «Старшим» чтобы отличать его от племянника и крестника Бенуа Одрана Младшего. Учился семейному искусству у отца, а затем у дяди. 27 июля 1709 года Бенуа Одран был принят в Королевскую академию живописи и скульптуры по представлению «Портрета Ж. Б. Кольбера» по картине Клода Лефевра и «Воздвижение креста» по оригиналу Шарля Лебрена. 26 октября 1715 года он был назначен советником Академии и гравёром короля Людовика XIV с пенсией. Его портрет по Ж. Вивьену награвировал его племянник Бенуа Одран Младший.
Его репутация связана с гравюрами на исторические сюжеты и портреты. Принято считать, что Бенуа Одран несколько уступал своему дяде, Жерару Одрану, в мастерстве гравирования. Тем не менее, его стиль описывают, «как смелый и ясный», передачу живописных оригиналов как «очень верную», выражения лиц портретируемых, как «переданные мастерски».
Одран Старший показал, что по-настоящему вдохновлён произведениями П. П. Рубенса, когда взялся за гравирование картин знаменитой серии Рубенса «Жизнь Марии Медичи» для галереи Люксембургского дворца в Париже. Эта работа была поручена группе гравёров, в которую входили также Гаспар Дюшан, его брат Жан Одран, Антуан Трувен и Жан-Батист Массе (картины Рубенса ныне хранятся в Лувре).
Его племянник, Бенуа Одран (Младший) также был успешным гравёром, и, в частности, гравировал портрет своего дяди (с живописного оригинала Ж. Вивьена).

## Галерея

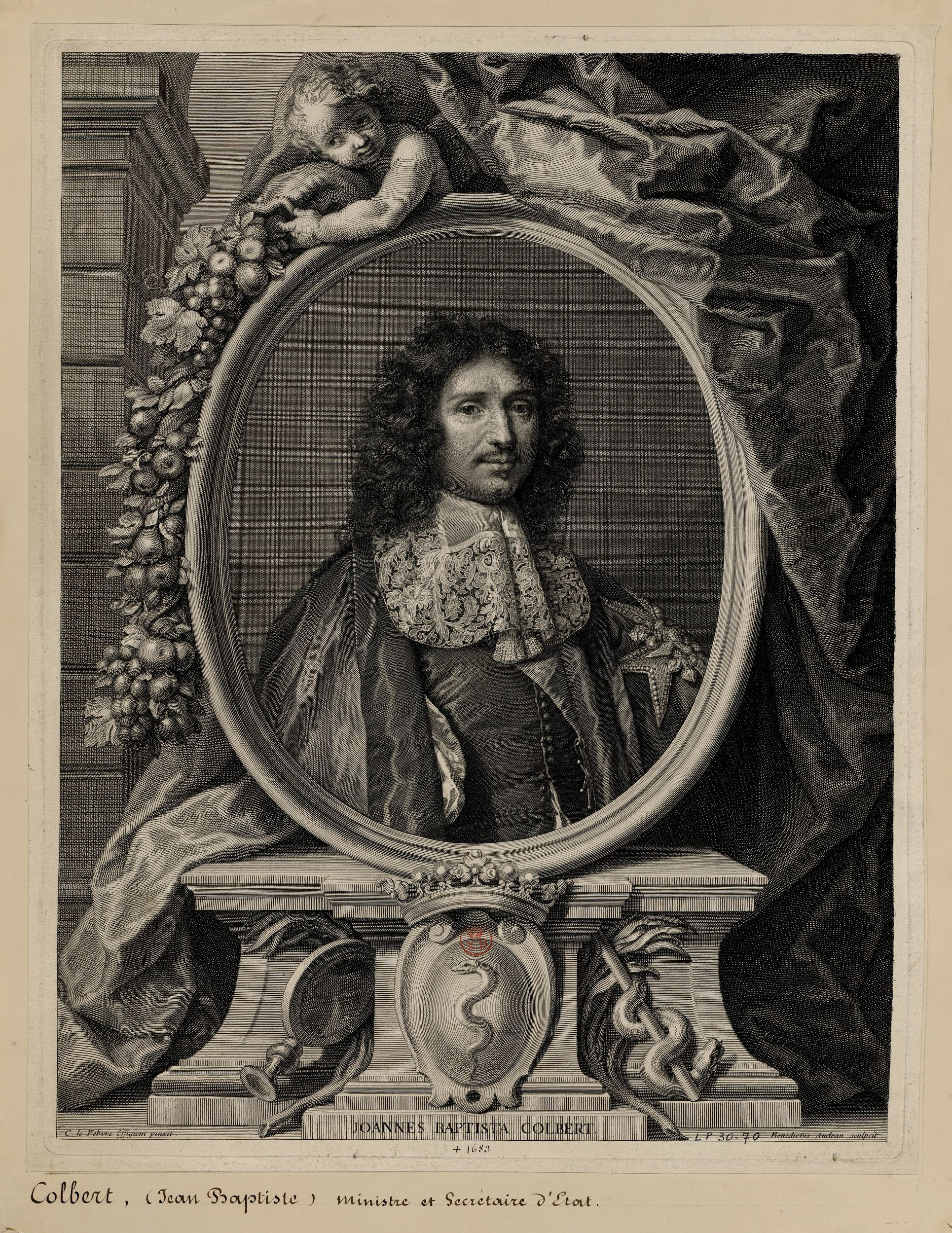
Портрет Жана-Батиста Кольбера. По картине К. Лефевра. 1676. Офорт, резец
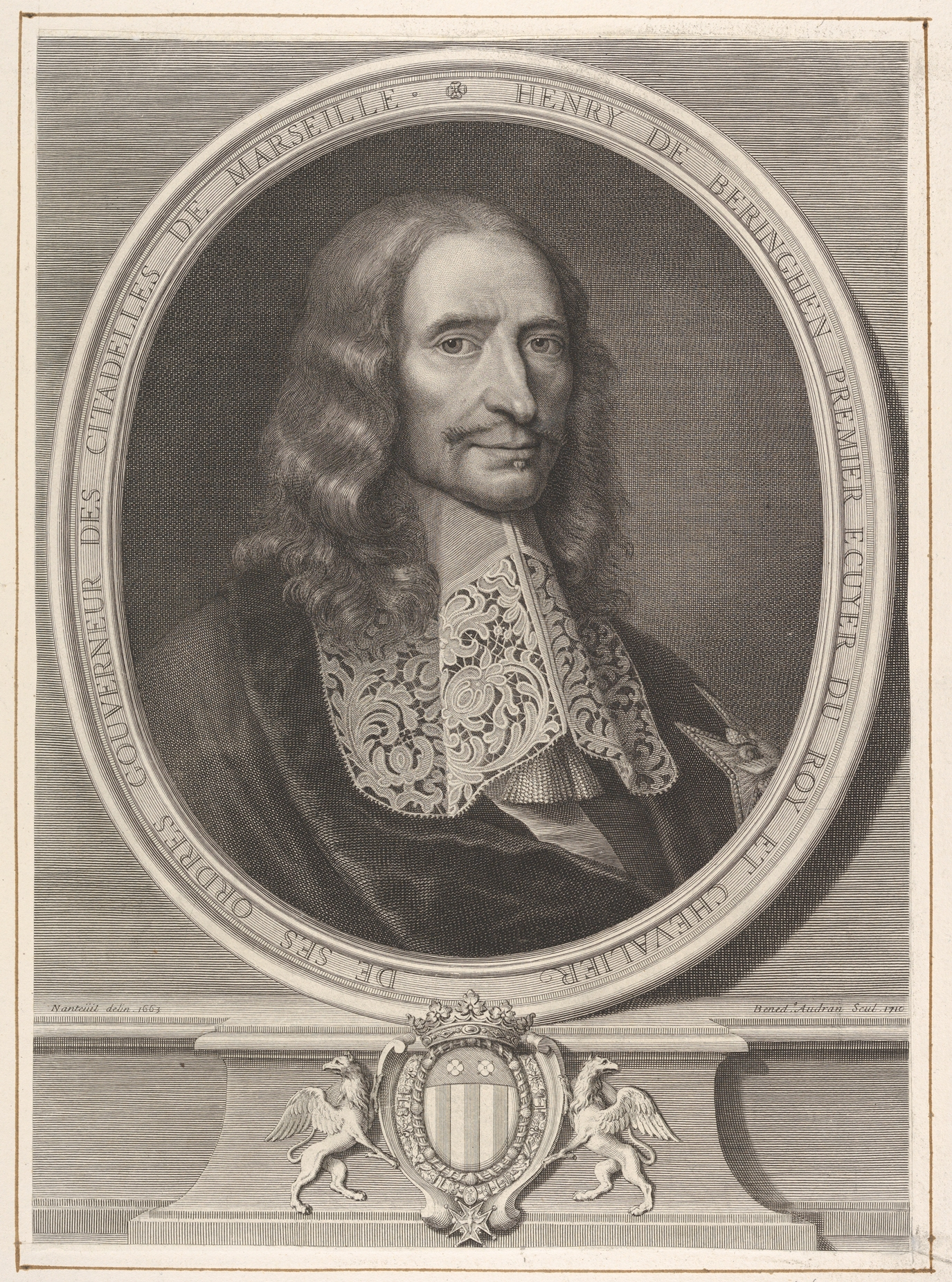
Портрет Анри де Берингена. По картине Р. Нантёйля. 1710. Офорт
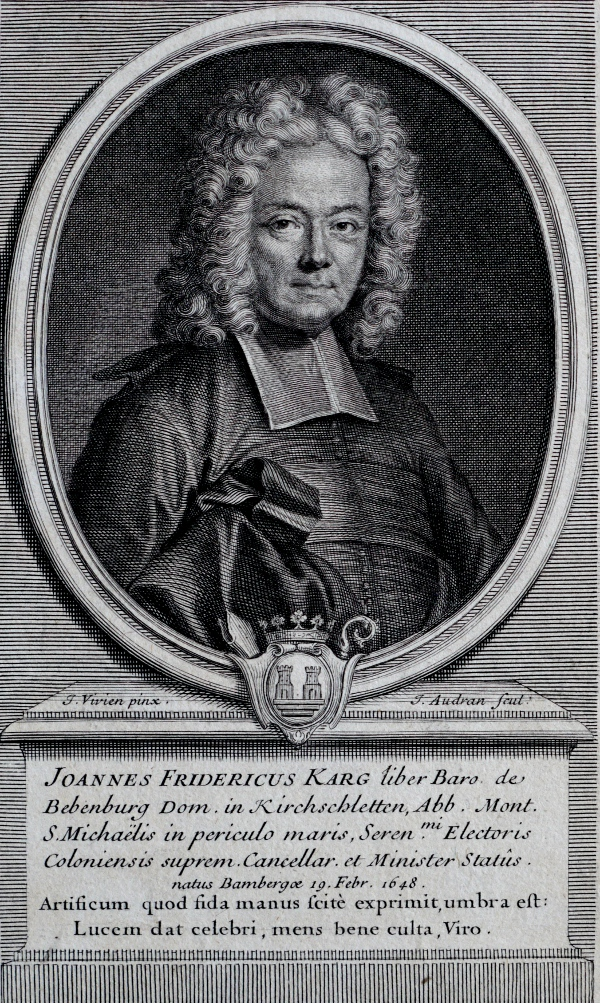
Портрет архиепископа Кёльнского Иоганна Фридриха Карга фон Бебенбурга. По оригиналу Ж. Вивьена. Ок. 1700. Офорт, резец
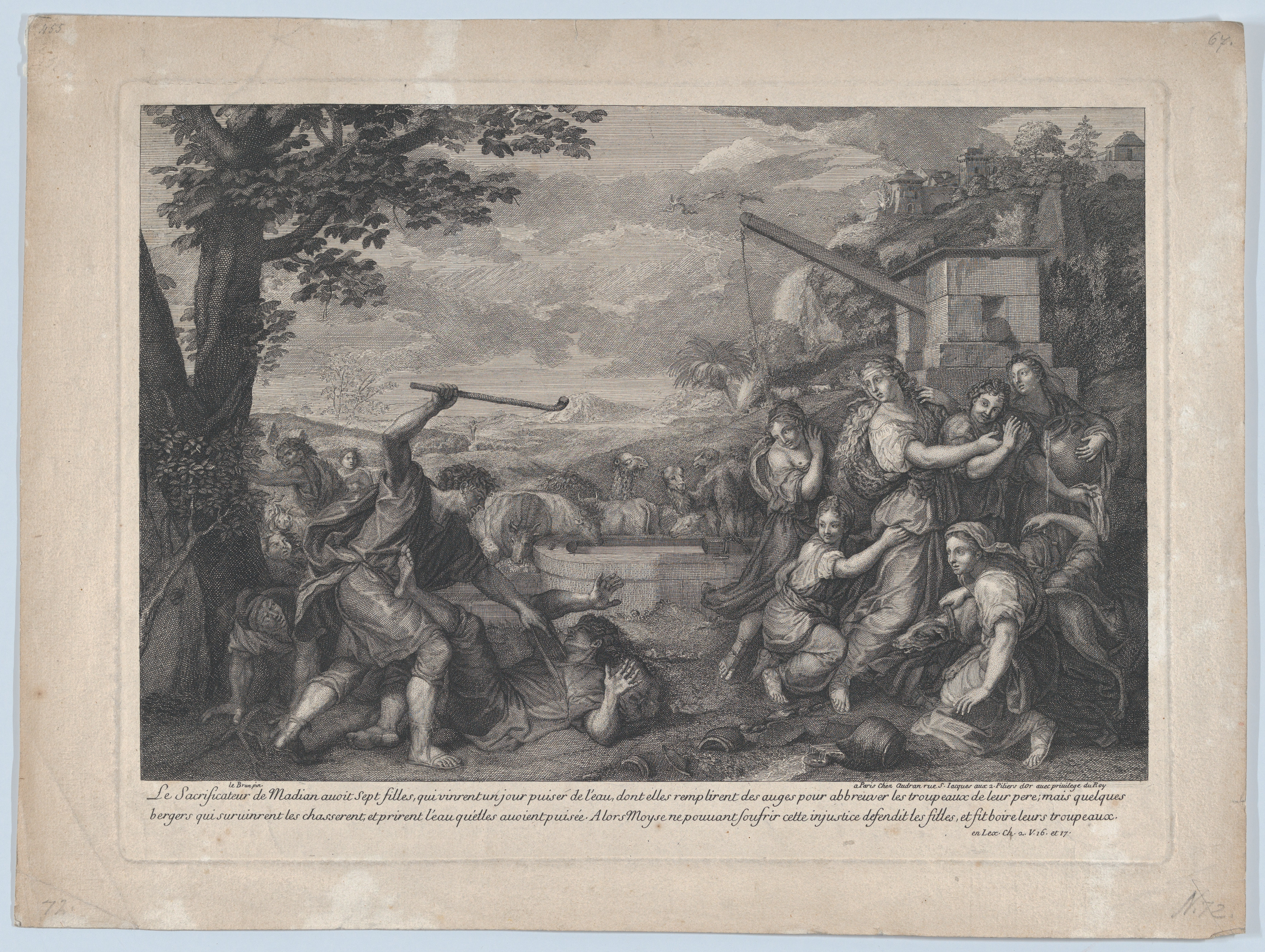
Моисей защищает дочерей Иофора. По оригиналу Ш. Лебрена. Между 1686–1701. Офорт
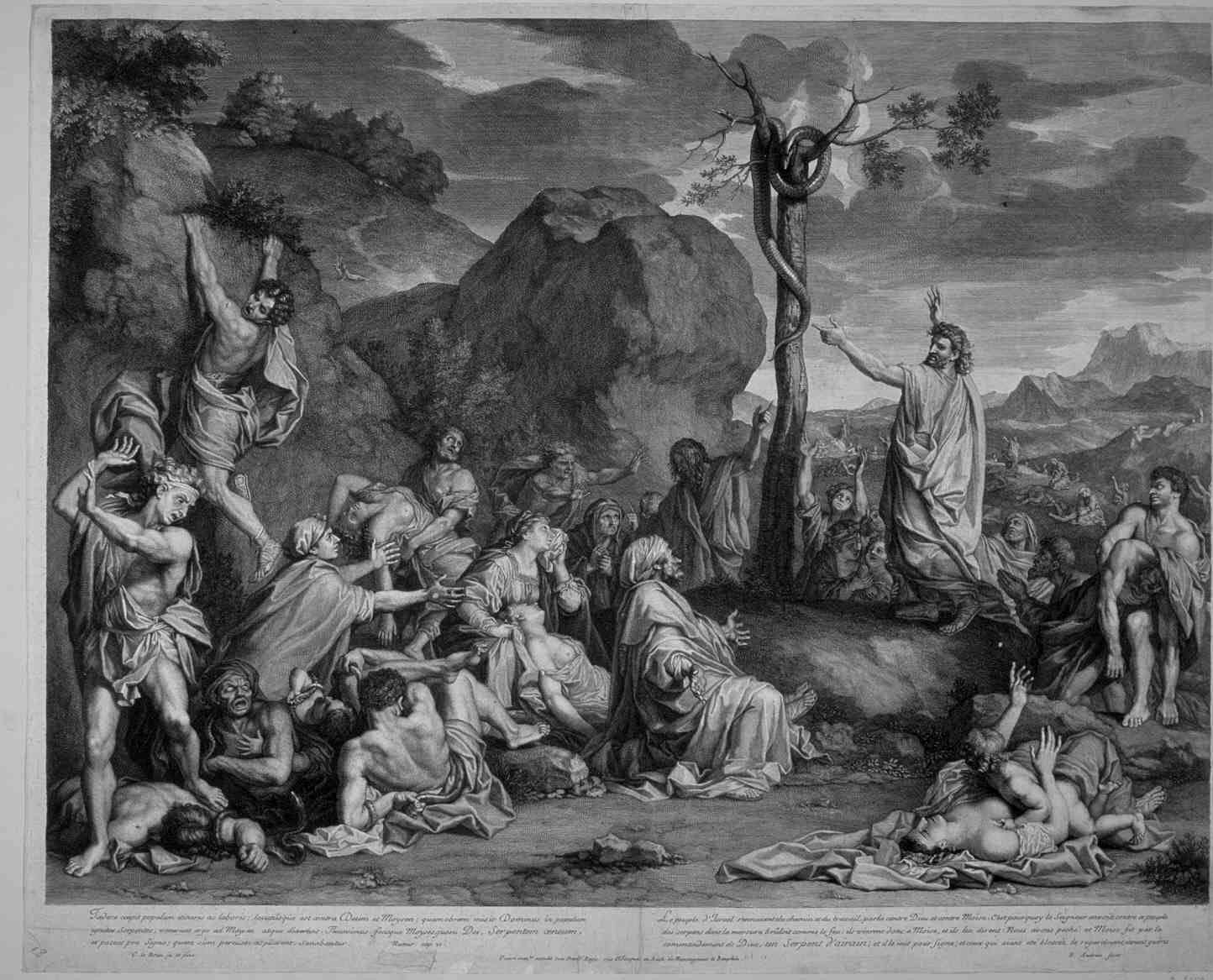
Медный змей. По оригиналу Ш. Лебрена. Офорт, резец
Давид и Голиаф. По Микеланджело-Даниеле да Вольтерра
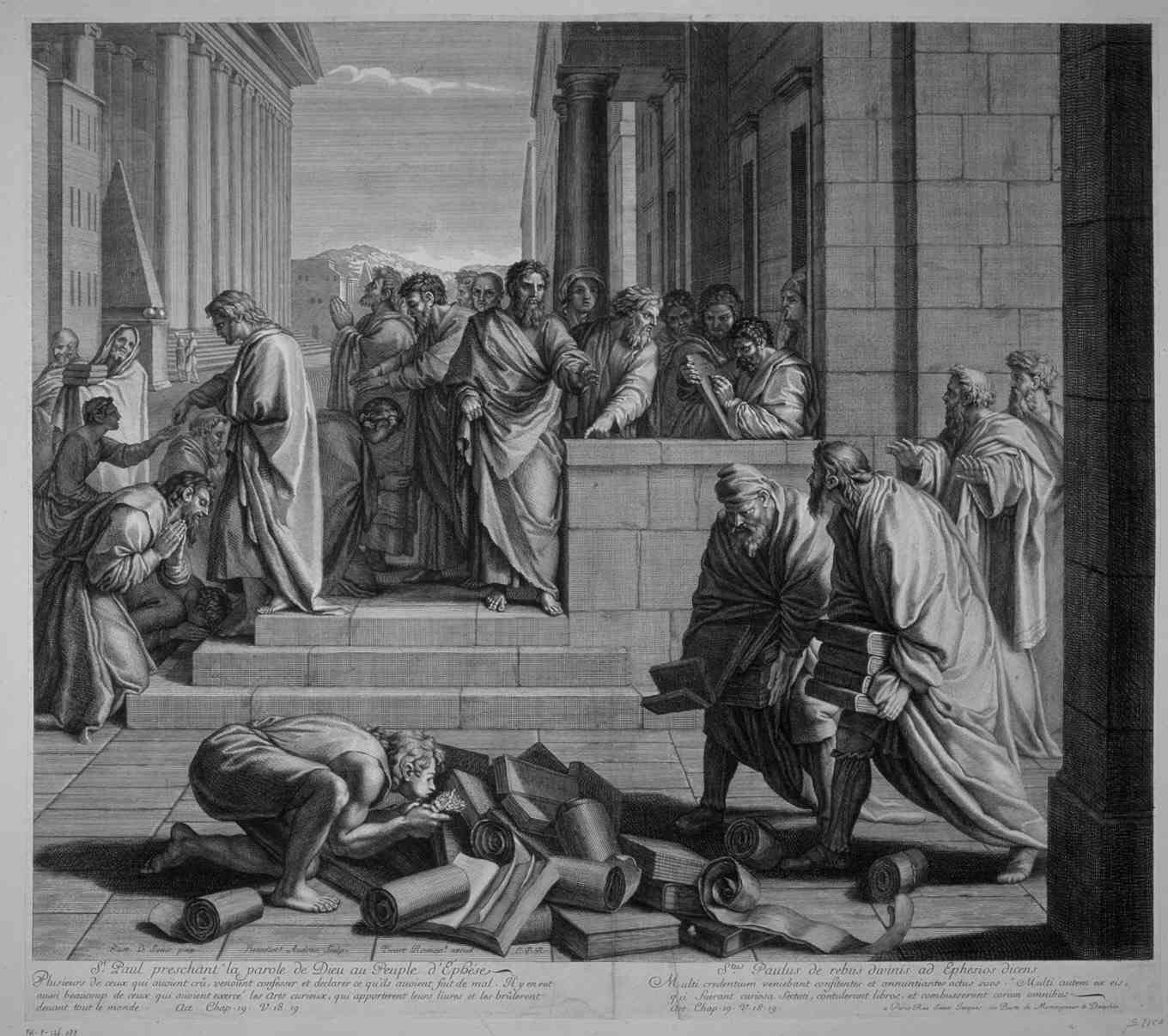
Проповедь Павла в Эфесе. По оригиналу Э. Лесюэра. 1710-е. Офорт, резец
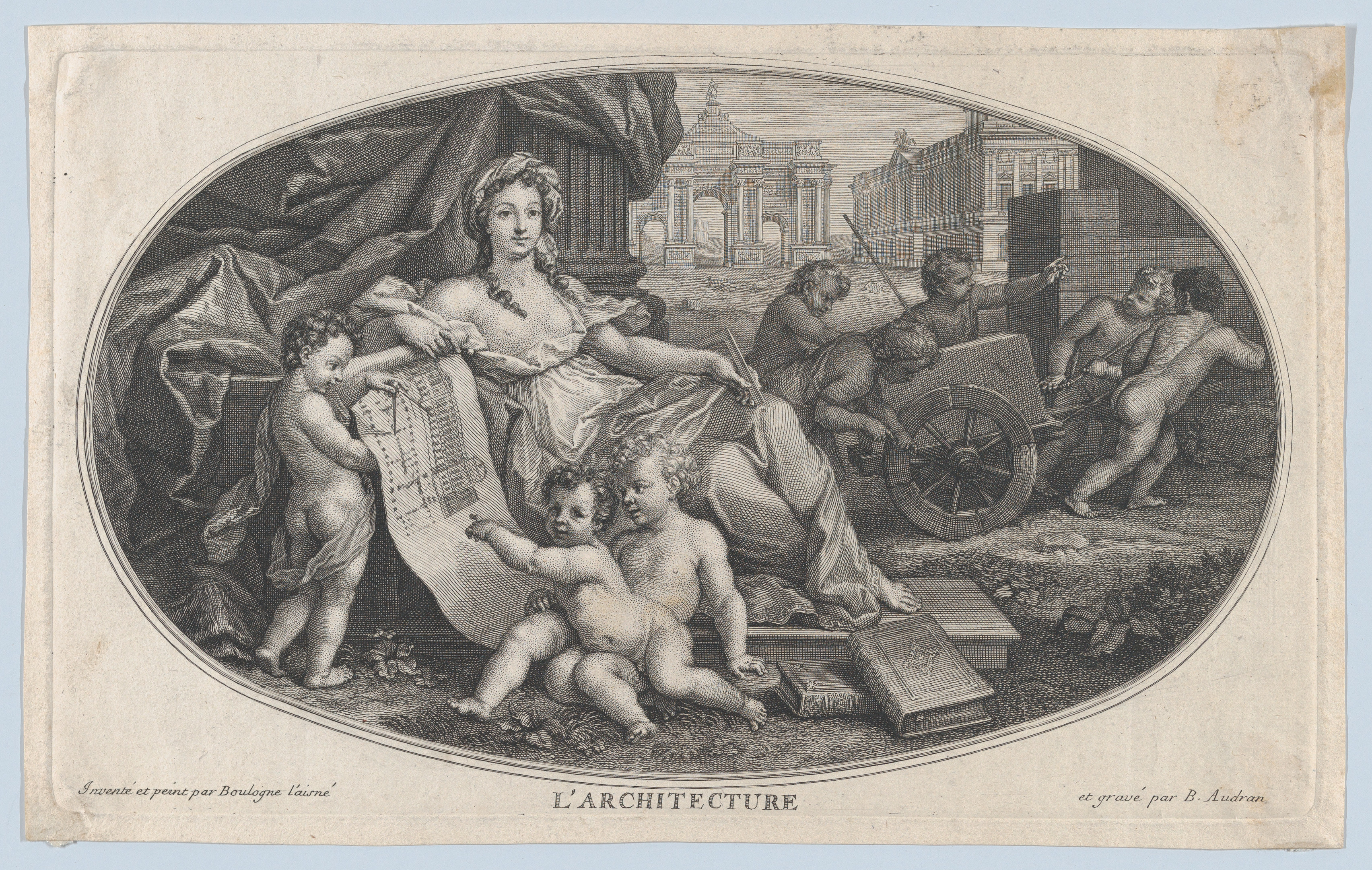
Aллегория архитектуры. 1690. Офорт